# Peter White (cantante)
Peter White, pseudonimo di Pietro Bianchi (Roma, febbraio 1996), è un cantautore italiano.

## Biografia
Nato a Roma, ha frequentato architettura.
Dopo aver ottenuto un contratto discografico con Sugar Music debutta il 24 aprile 2019 con il suo primo album, Primo appuntamento, prodotto da Niagara. Il 27 novembre 2019 annuncia di aver firmato un contratto discografico con Sony Music Italy e il 21 febbraio 2020 pubblica con l'etichetta il singolo Poker. Nel 2020 il suo singolo Narghilè è stato certificato disco d'oro. Il 21 gennaio 2022 pubblica il suo secondo album Millisecondi, presentato poi in un tour nel corso della primavera seguente. il 12 gennaio 2024 l'Auditorium Parco della Musica ha ospitato un suo concerto, incentrato sui brani dell'album "Acqua e zucchero".
Pur senza riconoscersi in nessun particolare genere musicale, tra le proprie fonti di ispirazione Peter White elenca vari cantautori italiani e tra questi, in particolare, Francesco De Gregori.

## Discografia

### Album in studio
- 2019 – Primo appuntamento
- 2022 – Millisecondi
- 2023 – Acqua e zucchero

### Singoli
- 2017 – Birre chiare
- 2017 – Lollipop (feat. Vince)
- 2017 – Déjà vu
- 2018 – Narghilè
- 2018 – Mezze stagioni
- 2018 – Saint Tropez
- 2019 – Appuntamento
- 2019 – Gondola
- 2020 – Poker
- 2020 – Sabato sera (feat. Gemello)
- 2020 – Rosé
- 2021 – Gibson rotte
- 2021 – Notti amarcord (con gli Zero Assoluto)
- 2021 – Galleria Lungotevere
- 2022 – Lunatica
- 2022 – Mille canzoni (con Clied)
- 2022 – Dall'altra parte del mondo
- 2023 – Mercoledì, 2017
- 2023 – Trattami come vuoi
- 2023 – Foto mosse

### Collaborazioni
- 2018 – Luna (Vince feat. Peter White)
- 2020 – Un soffio di città (Saint Pablo feat. Peter White)
- 2023 – Illumina (Cannella feat. Peter White)